# Турчиновський Ілля Михайлович
Ілля́ Миха́йлович Турчино́вський  (20 липня 1695, Березань — дата смерті невідома) — син березанського сотника, колишній студент Києво-Могилянської академії, кілька разів був писарем, а також священник. Батько — Михайло Стефанович, колишній березанський сотник, на прізвисько Турчин. Матір — Анна Кузьмівна Садковська. Основним джерелом про життя Іллі є його "Автобіографія".

## «Автобіографія» Іллі Турчиновського
«Автобіографія» (повна назва «Автобіографія списася мною многогрішним, Ілією Іурчиновським, священиком і намісником березанським, житіє і страданіє своє в пам'ять дітям своїм, і внукам, і всьому потомству») вперше опублікована 1895 р. у ХІ томі «Київської старини». Діаріуш зберігся не в повному обсязі. Рукопис обривається на моменті, коли віз з Іллею перевертається. Згідно з словами першого власника рукопису, котрий стверджував, що читав його повністю, після «дорожньої транспортної-пригоди» Турчиновський зміг звільнитись від судової тяжби, був поновлений на посаді священника, пережив нові і тривалі бідування та помер на схилі літ.
Відомо, що частину рукопису зберігав Лукашевич Платон Якимович. Загалом рукопис має вигляд невеликої книжечки. «Автобіографія» написана на сирому папері, ним же і обгорнута. Автор вступу до першої публікації джерела зазначає, що текст написано незвиклою до письма рукою, дуже поганими, зараз вже зовсім вицвілими чорнилами. Він же зазначає, що пунктуація і правопис такі, що в багатьох місцях зовсім втрачається сенс розповіді. З цього відгуку можна зробити висновки про низький рівень грамотності Іллі, хоч він і мав певну освіту.
Ця автобіографія є одним з найкращих зразків прози свого часу, типової для творчості мандрівних дяків та студентів.

## Дитинство
Коли Ілля досяг відповідного віку, батьки віддали його на навчання при березанській Святоуспенській церкві. Там він здобув початкову освіту — вивчив часослов, Псалтир і певною мірою опанував граматику. Наступним закладом, де вчився Ілля була Києво-Могилянська академія. За кілька років Ілля був змушений покинути науку, щоб слідкувати за господарством з матір'ю Анною за відсутності батька Ілля кепсько вправлявся з домашніми справами і після повернення батька був битий за це.

## Початок подорожей
Покарання стало причиною поневірянь Іллі. 1710 р. він покинув м. Березань і пішов «по школам волочитись». На своєму шляху затримався у с. Синявка. Ілля залишився при Покровській церкві там: відновлював старі знання і здобув нові — книжне читання та спів. Після цього працював писарем у місцевого сотника Мандрики, навчав його сина Петра Псалтирю. Незабаром вирушив до Великого князівства Литовського «для повиданія боліє світа і ученія».
Його супутниками були якісь Семен та Ілля. Чоловіки напали на Іллю, щоб обікрасти. Борюкались вони довго, навіть прив'язували Іллю до дерева. Колотнеча закінчилась лише тоді, коли Ілля «дав згоду» на те, щоб чоловіки відібрали бажане («желаєте денег і плаття моєго, я вам вовся дарую і нікому сей тайни не явлю»). Семен та Ілля взяли 10 рублів, зоставивши Іллі його одяг та книги.
Наступним пунктом Іллі було с. Попова Гора, де він залишився у ролі диякона. Через те, що його супутникам не дозволили залишатись у селі, вони пішли до місцевого сотника і звели наклеп на Іллю, ніби-то він за домовленістю мав купити їм «по пару суконь», а тепер відмовляється. Ба більше, звинуватили у тому, що Ілля несе крадені книги, що він по дорозі ображав і бив дяків. Іллю «заарештували», позбавили речей і почали принижувати. Якийсь старий отман впізнав Іллю, розповів, що це син березнянського сотника і посприяв його звільненню. Семена і Івана навпаки затримали, засудили і завдавши побоїв вигнали (пізніше будуть повішені). Ілля знову стає писарем — тепер у місцевого сотника. «Будучи же в него немалоє число в правленії писарськом, понудило мя первоє желаніє одійти в Польщу, в Могилев, для обученія язика латинського і провидінія по світу людського обхожденія»

## Православні, єзуїти і католики в житті Іллі
Був прийнятий до школи при церкві Святопокровськой на Подолі. Невдовзі до єзуїтської школи. Проте єзуїти відмовились від Іллі, коли він почав ходити на співи до Преображенської церкви при Сильвестрі Четвертинському. Там виник конфлікт з реєнтом. Реєнт після цього перейшов до католицизму і всіми силами намагався досадити Іллі. Ілля подався до м. Шклов, де був прийнятий до монастиря Благовіщенія господня. Отримував 10 талерів за співи. Затримався там на 4 роки. Ілля разом з двома київськими студентами, яких не прийняли до місцевих шкіл, потрудився «виправили діалог з інтермедією. На який многолюдствіє благочестивих собралось і римлян, і самих єзовитов, і доменікан, і жидов». Представники католицької церкви, ймовірно від заздрощів, напали на Іллю. Після інциденту його лікувала якась Євдокія Мащиха.
Дорога (і часткоко течія Дніпра) привела Іллю до м. Седнева. Там, за запрошенням Якова Лизогуба, він працював дяком за плату співця. Поживши у Седневі рік, він вирушив у рідне м. Березань.

## Повернення додому
Ілля повернувся в м. Березань застав живих батьків, почав співати при місцевій кафедрі, став реєнтом Кирила Шумлянського. 1718 р. обраний священником Успенського храму (рукопокладення провів Іоан Зуй). Того ж року одружився з Анастасією, дочкою колишнього березанського сотника Михайла Пилипенка . У м. Березані в Іллі були вороги — вдова Дмитраша Забіловна і її син Василій.

## Конфлікт з Дмитрашами
Вдова писала скарги — вони не діяли. Коли її син Василій (з 1740 р. березанський сотник) подав донос — почалась тяжба. Слідчими назначили ієромонаха Євксентія, попа Петропавловського Гошкієвича і канцеляриста Василя Козловського. У результаті Іллю позбавили посади священника, наказали повернути гроші «обслуженим», відшкодувати образи вдові Дмитраша. Ба більше, Турчиновського заслали до гірського Золотоноського монастиря.
Похований Ілля Михайлович в рідному місті Березані, на церковному кладовищі, яке знаходилось в центрі теперішнього міста. Під час будування нового будинку культури, могили були розриті, а останки вивезені, в невідомому напрямку.